# Georg Roemer

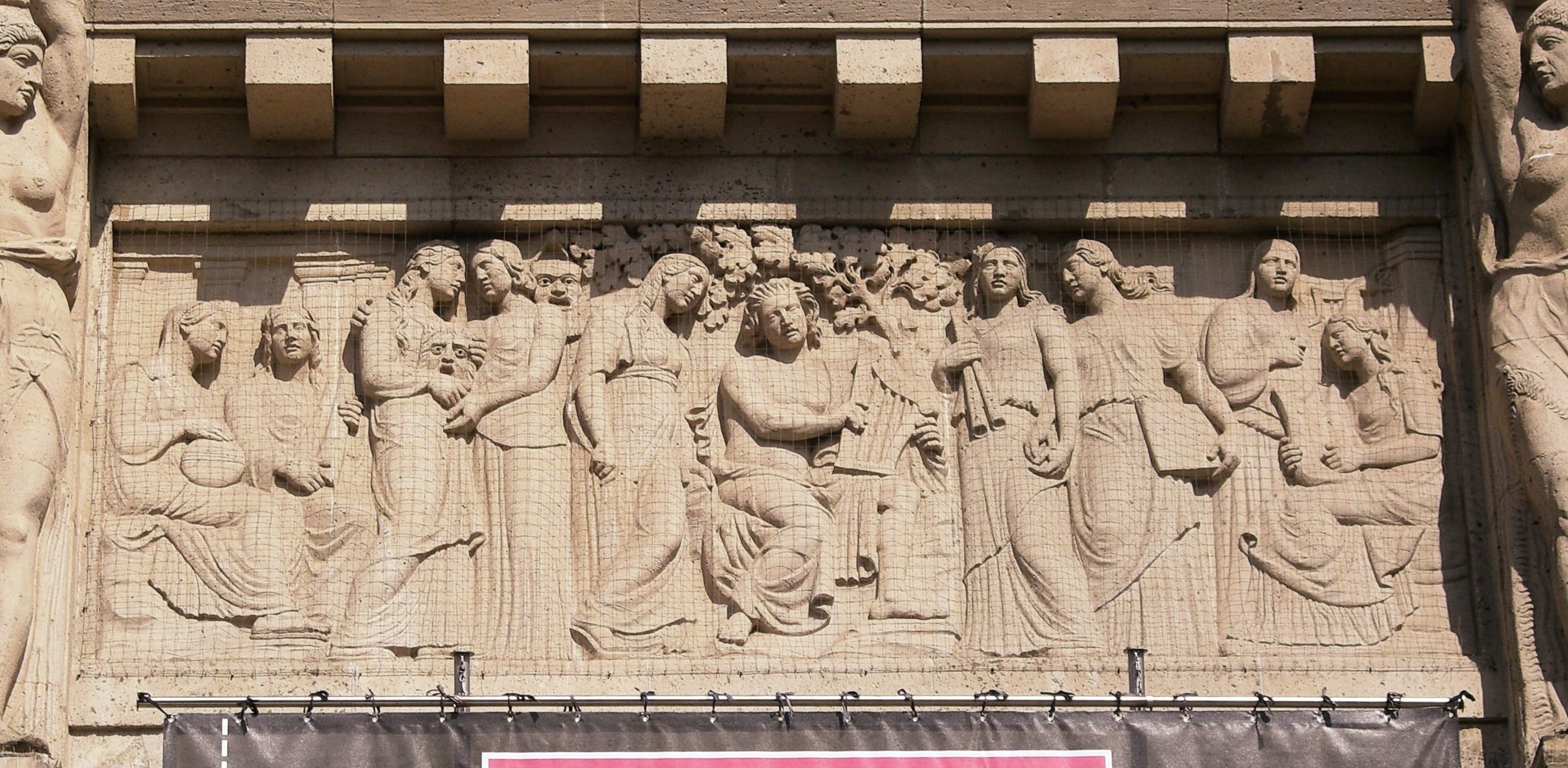
Relieve en la fachada del Teatro del Estado de Lübeck

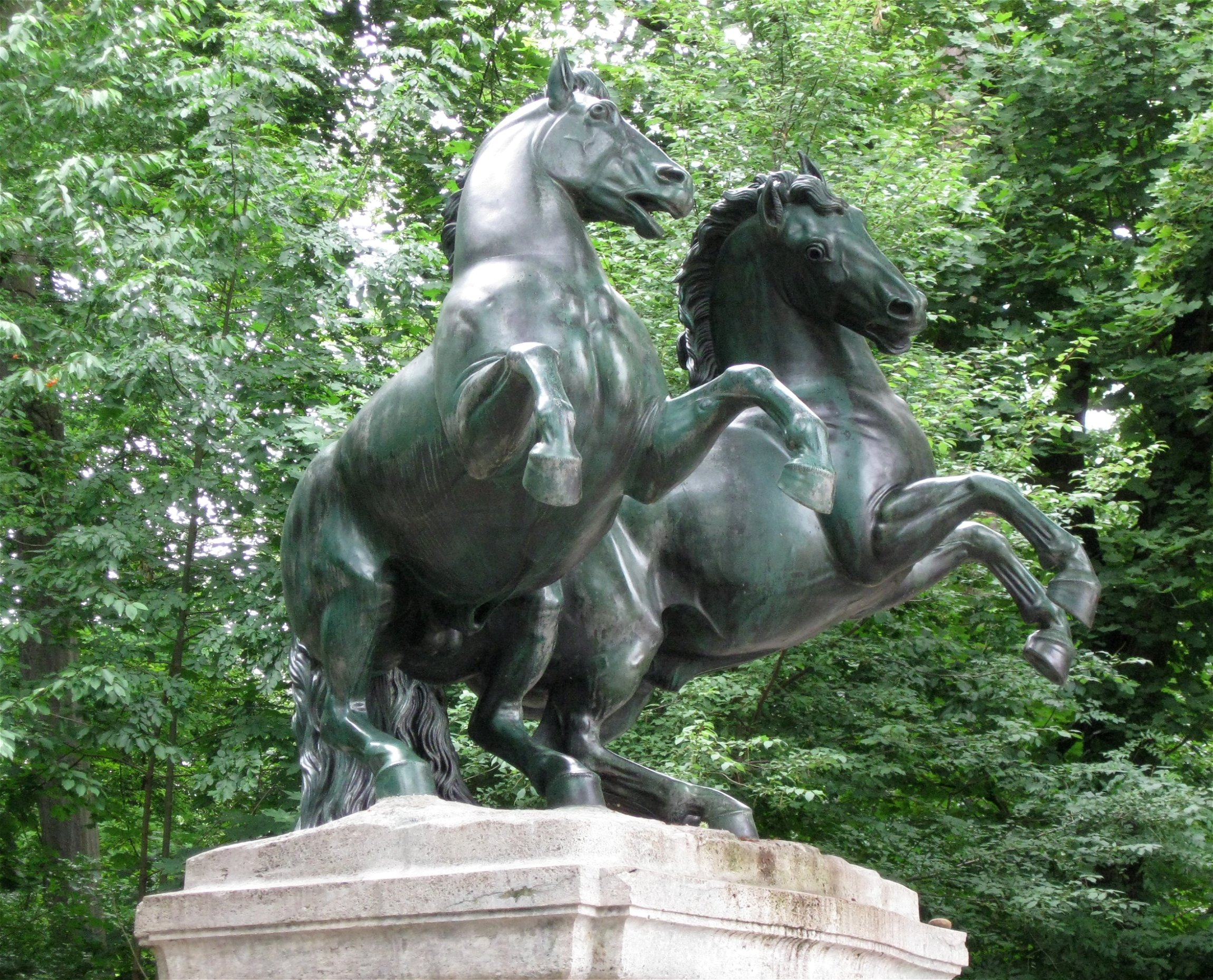
Grupo en bronce Wilde Pferde, Bavariapark, Múnich

Georg Roemer (Bremen, 19 de enero de 1868-Múnich, 25 de enero de 1922) fue un escultor alemán.

## Biografía

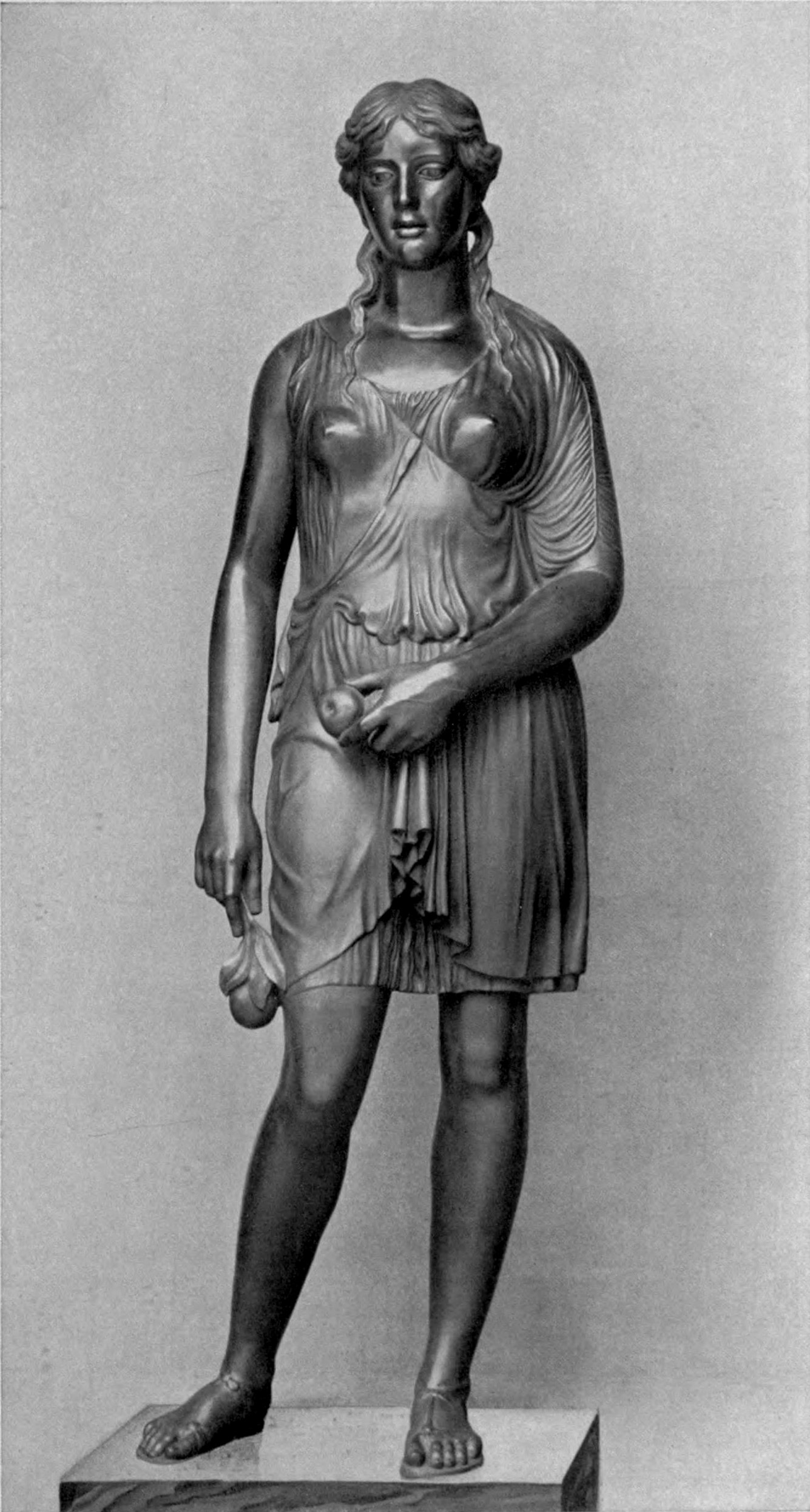
Bronce de Atalanta

Roemer estudió en Dresde, Berlín, París, Roma y Florencia.  Fue alumno de Adolf von Hildebrand. Entre sus obras encontramos los relieves de la cornisa de la fachada principal del teatro municipal de Lübeck, compuesto por la figura central de Apolo y las nueve musas, escoltadas a los lado por las figuras alegóricas de la Comedia y Tragedia.
Durante la Primera Guerra Mundial, y bajo la dirección de Harry Maasz realizó para el cementerio de Lübeck en 1915,  un monumento funerario en memoria del hijo de Ida Boy-Eds. Este y un monumento a los voluntarios de la guerra Carl Schütt fueron los dos primeros monumentos locales.
Otros encargos realizados por el escultor fueron las esculturas para la Kunsthalle de Bremen, también cuatro figuras de bronce, y el busto del alcalde de Bremen, Otto Gildemeister. También para Bremen, creó la estatua de Ludwig Franzius. En Múnich le encargaron una fuente y presentó un portador de la lanza para el gran salón de la Universidad Ludwig-Maximilians en Múnich.

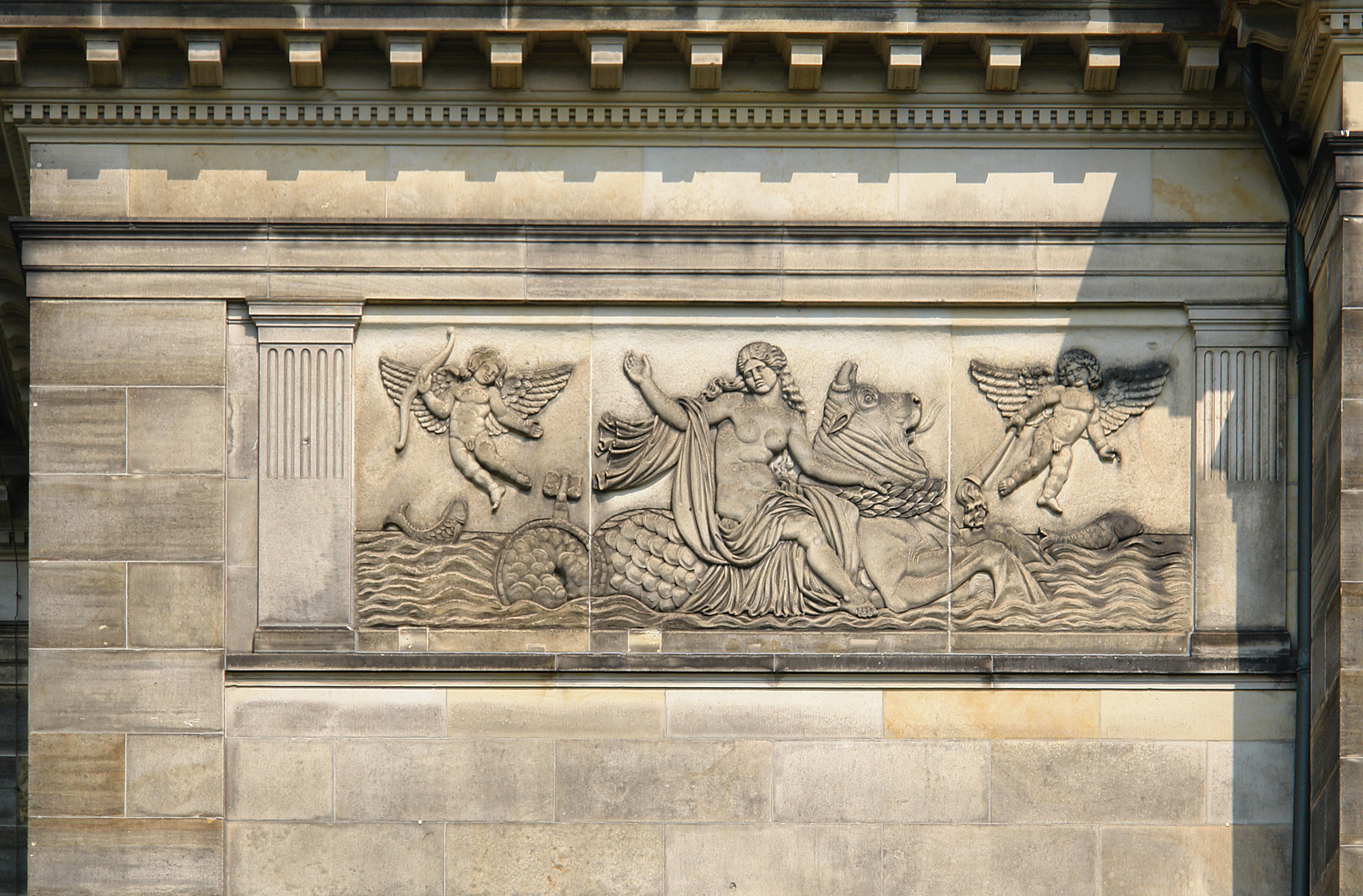
Kunsthall de Bremen, relieve
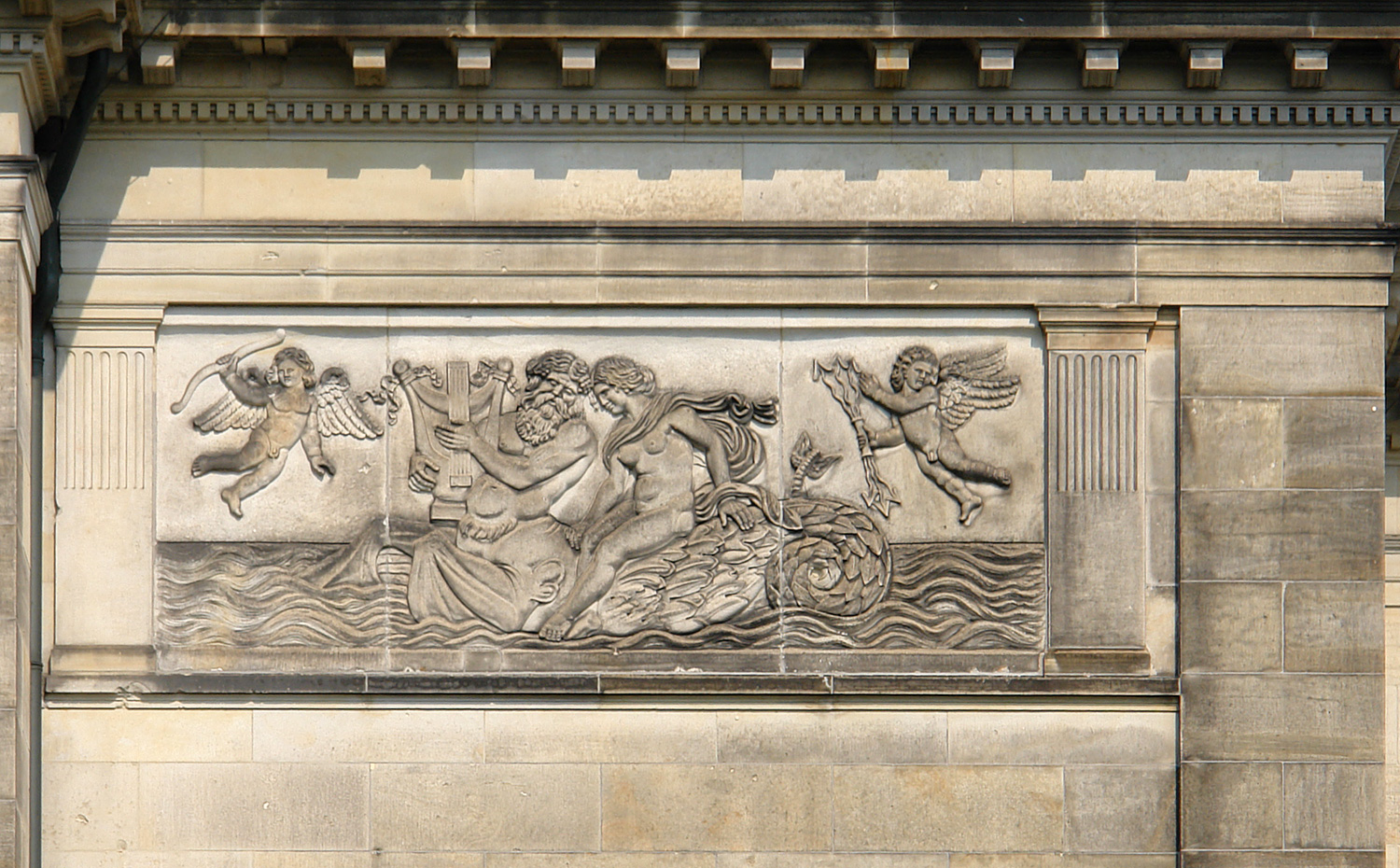
Kunsthall de Bremen, relieve
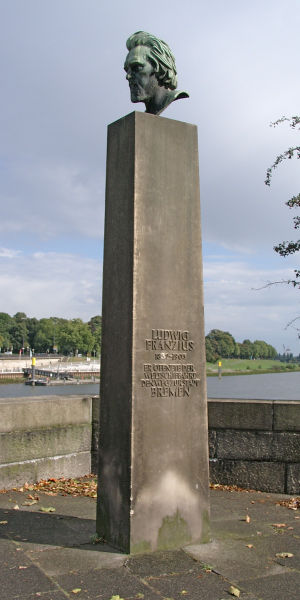
Monumento a Ludwig-Franzius